# Oregon Country

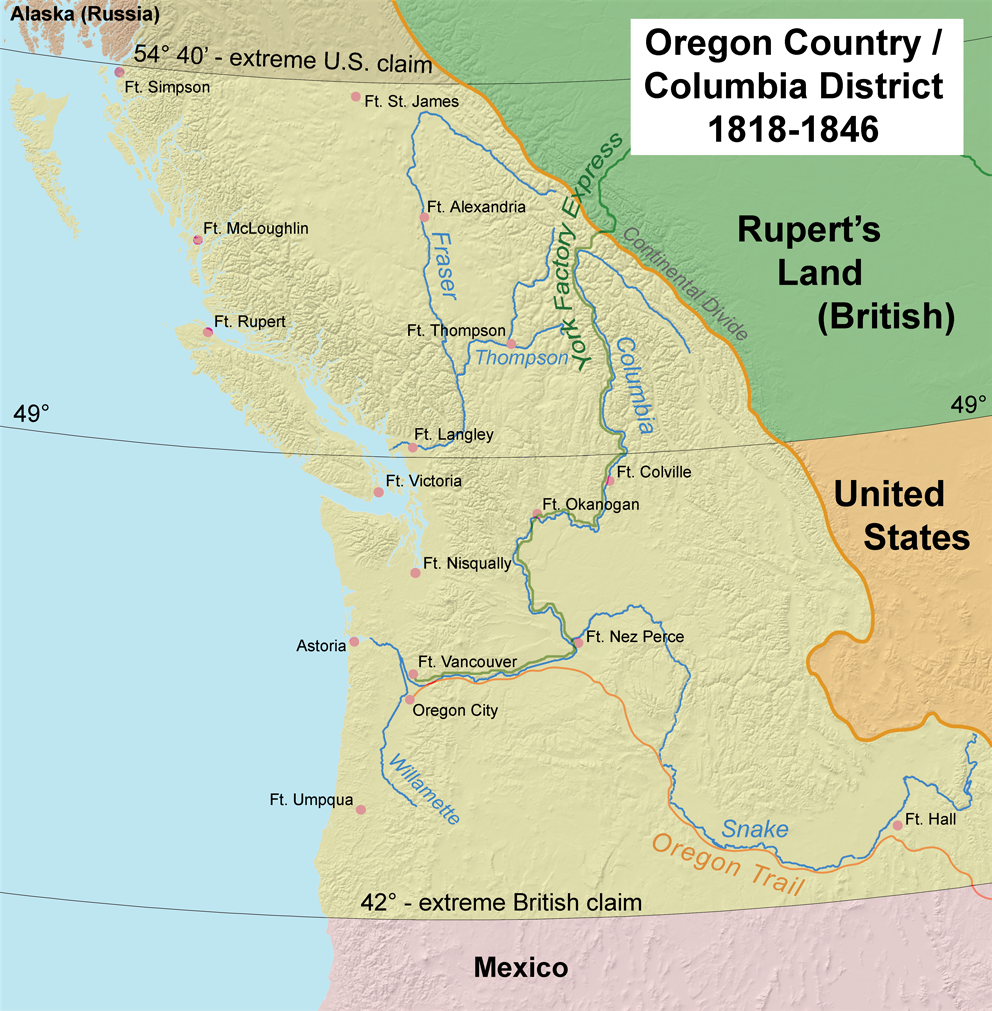
Karte von Oregon Country

Zeitgenössische Karte des Oregon Country aus: „Narrative of the United States Exploring Expedition“. Philadelphia: 1845

Oregon Country war die vorwiegende von amerikanischer Seite gebrauchte Bezeichnung für eine Region im Westen Nordamerikas, die ursprünglich aus dem Land zwischen 42° und 54°40' nördlicher Breite bestand und sich westlich der Rocky Mountains bis zum Pazifik erstreckte. Die britische Bezeichnung für das Gebiet war „Columbia District“. Die Besitzverhältnisse in diesem Gebiet waren bis zum Oregon-Kompromiss von 1846 umstritten. Aus der Gegend entstanden ein Teil der heutigen kanadischen Provinz British Columbia, die US-Bundesstaaten Oregon, Washington und Idaho sowie Teile von Montana und Wyoming. In weiten Teilen ist sie mit dem Pazifischen Nordwesten identisch.
Im Londoner Vertrag von 1818 wurde vereinbart, dass die Vereinigten Staaten und das Vereinigte Königreich das Gebiet gemeinsam nutzen würden. Zum Zeitpunkt des Vertragsschlusses hatten die Vereinigten Staaten jedoch noch keine eigenen Interessen am Gebiet, so dass die Briten Oregon de facto alleine zur Verfügung hatten. Die Trapper und Pelzhändler der britischen Hudson’s Bay Company waren die einzigen Weißen, der Pelzhandel die einzige Nutzung. Die Zahl der indianischen Einwohner wurde in London im April 1845 auf 140.000 geschätzt.
Mit der Ausdehnung der amerikanischen Pelzhandelsinteressen über den Hauptkamm der Rocky Mountains ab 1824 durch die Rocky Mountain Fur Company und dem Beginn der amerikanischen Indianer-Mission durch Marcus Whitman ab 1836 in Walla Walla wurde diese Situation jedoch immer weniger tragbar für beide Seiten. Beide beanspruchten das gesamte Gebiet für sich (Oregon Boundary Dispute).
James K. Polk, Kandidat der Demokraten und späterer Präsident der Vereinigten Staaten, ging mit der maximalen Gebietsforderung, 54°40' als nördliche Grenze des Oregon Country, in den Präsidentschaftswahlkampf 1844. Diese wurde ihm später oft unter der Parole „Fifty-Four Forty or Fight“ („Vierundfünfzig-vierzig oder Krieg“) als Wahlkampfslogan zugeschrieben, jedoch erst in auf die Wahl folgenden Kongressdebatten als solcher geprägt. Im Gegenzug forderten die Briten, die Grenzlinie auf den 42. Breitengrad, die damalige Grenze zu Mexiko, zu legen. Beiden Seiten ging es dabei wesentlich um den Zugang zum Pazifischen Ozean. Wäre das gesamte Oregon Country an Großbritannien gefallen, hätten die Vereinigten Staaten keinen Zugang zum Pazifik gehabt (Kalifornien gehörte bis zum Mexikanisch-Amerikanischen Krieg 1846–48 zu Mexiko und Alaska war bis 1867 in russischem Besitz). Wäre das Territorium ganz an die Vereinigten Staaten gegangen, wäre Britisch-Nordamerika (Kanada) von der Pazifikküste abgeschnitten.
Im Oregon-Kompromiss von 1846 wurde die Gegend zwischen Großbritannien und den USA aufgeteilt.